# Eugen Fischer (Historiker)
Eugen Fischer, auch bekannt unter seinem Pseudonym A. Helm, (* 3. März 1899 in Berchtesgaden; † 19. März 1973 ebenda) war ein deutscher Geologe und Historiker.

## Leben
Fischer sah sich in der Nachfolge von Joseph Ernst von Koch-Sternfeld (1778–1866) und hat sich intensiv mit der Quellensammlung aller möglichen Wissensgebiete über das Berchtesgadener Land befasst. Alle seine Veröffentlichungen dazu legte er im Selbstverlag vor, da er jedem Verleger prinzipiell misstraute. Zudem lehnte er den elementaren Grundsatz jeder Lexikon-Herausgabe-Finanzierung kategorisch ab, die Kosten eines neuen Teiles durch den jeweils vorausgegangenen zu tragen. Wegen der sich daraus auch organisatorisch ergebenden Schwierigkeiten, konnte er zu seinen Lebzeiten viele Ergebnisse seiner jahrzehntelangen Arbeit nicht mehr gedruckt sehen.
Die dreiteilige Reprintausgabe seines Das Berchtesgadener Land im Wandel der Zeit wurde 1974 von der Süddeutschen Zeitung als „Konversationslexikon des Berchtesgadener Landes“ gewürdigt. Als Forschungsgrundlage für die gesamte zwischen 1522 und 1930 Berchtesgaden zum Thema nehmende Literatur fand seine 1930 erschienene Bibliographie Die Literatur über das Berchtesgadener Land und seine Alpen weit über die Region hinaus große Beachtung.
Das zusammen mit Magdalene Ziemke herausgegebene Lebensbild in Moritz Mayer sollte den Legendenbildungen über die an Mauritia Mayer angelehnte Romanfigur Judith Platter in der Richard-Voß-Verfilmung des Romans Zwei Menschen entgegenwirken. Seine Monographie Hallthurm befasste sich mit der Geschichte u. a. des Hallthurms als Teil der ehemaligen Berchtesgadener Grenzbefestigung von den ersten Anfängen bis zur Gegenwart.
Seine in Jahrzehnten gesammelten Beispiele Berchtesgadener Mundart kam jedoch nie in Druck und wurde nur einige wenige Male hektographiert. Unveröffentlicht sind zudem bis heute seine Manuskripte über die Geschichte der Berchtesgadener Saline und die Steinmarterln im Berchtesgadener Land.
Das Pseudonym A. Helm, das er für alle seine Werke nutzte, war aus dem Vornamen seiner Ehefrau Helma abgeleitet.

## Publikationen
- Das Berchtesgadener Land im Wandel der Zeit. 1929
- Die Literatur über das Berchtesgadener Land und seine Alpen. 1930
- Moritz Mayer – ein Lebensbild der Heldin Judith Platter des Romans ‚Zwei Menschen‘ von Richard Voß. 1930 (in Zusammenarbeit mit Magdalene Ziemke, 2. Auflage 1959)
- Hallthurm. 1959